# Cantone di Arnay-le-Duc
Il Cantone di Arnay-le-Duc è una divisione amministrativa dell'arrondissement di Beaune.
A seguito della riforma approvata con decreto del 18 febbraio 2014, che ha avuto attuazione dopo le elezioni dipartimentali del 2015, è passato da 20 a 92 comuni.

## Composizione
I 20 comuni facenti parte prima della riforma del 2014 erano:
- Allerey
- Antigny-la-Ville
- Arnay-le-Duc
- Champignolles
- Clomot
- Culètre
- Cussy-le-Châtel
- Le Fête
- Foissy
- Jouey
- Lacanche
- Longecourt-lès-Culêtre
- Magnien
- Maligny
- Mimeure
- Musigny
- Saint-Pierre-en-Vaux
- Saint-Prix-lès-Arnay
- Viévy
- Voudenay

Dal 2015 i comuni appartenenti al cantone sono i seguenti 92:
- Allerey
- Antheuil
- Antigny-la-Ville
- Arconcey
- Arnay-le-Duc
- Aubaine
- Aubigny-la-Ronce
- Auxant
- Bard-le-Régulier
- Baubigny
- Bellenot-sous-Pouilly
- Bessey-en-Chaume
- Bessey-la-Cour
- Beurey-Bauguay
- Blancey
- Blanot
- Bligny-sur-Ouche
- Bouhey
- Brazey-en-Morvan
- La Bussière-sur-Ouche
- Censerey
- Chailly-sur-Armançon
- Champignolles
- Châteauneuf
- Châtellenot
- Chaudenay-la-Ville
- Chaudenay-le-Château
- Chazilly
- Civry-en-Montagne
- Clomot
- Colombier
- Commarin
- Cormot-le-Grand
- Créancey
- Crugey
- Culètre
- Cussy-la-Colonne
- Cussy-le-Châtel
- Diancey
- Écutigny
- Éguilly
- Essey
- Le Fête
- Foissy
- Ivry-en-Montagne
- Jouey
- Jours-en-Vaux
- Lacanche
- Liernais
- Longecourt-lès-Culêtre
- Lusigny-sur-Ouche
- Maconge
- Magnien
- Maligny
- Manlay
- Marcheseuil
- Marcilly-Ogny
- Martrois
- Meilly-sur-Rouvres
- Ménessaire
- Mimeure
- Molinot
- Montceau-et-Écharnant
- Mont-Saint-Jean
- Musigny
- Nolay
- Painblanc
- Pouilly-en-Auxois
- La Rochepot
- Rouvres-sous-Meilly
- Saint-Martin-de-la-Mer
- Saint-Pierre-en-Vaux
- Saint-Prix-lès-Arnay
- Sainte-Sabine
- Santosse
- Saussey
- Savilly
- Semarey
- Sussey
- Thoisy-le-Désert
- Thomirey
- Thorey-sur-Ouche
- Thury
- Vandenesse-en-Auxois
- Vauchignon
- Veilly
- Veuvey-sur-Ouche
- Vianges
- Vic-des-Prés
- Viévy
- Villiers-en-Morvan
- Voudenay